# لودویگساو
لودویگساو (به آلمانی: Ludwigsau) یک شهر در آلمان است که در هرسفلد-رتنبورگ واقع شده‌است. لودویگساو ۵٬۸۶۴ نفر جمعیت دارد.